# Krakovec (Laškov)
Krakovec je vesnice, část obce Laškov v okrese Prostějov. Nachází se asi 2 km na sever od Laškova. V roce 2009 zde bylo evidováno 67 adres. V roce 2001 zde trvale žilo 110 obyvatel.
Krakovec leží v katastrálním území Krakovec na Moravě o rozloze 6,02 km2.

## Historie
Roku 1460 daroval Jiří z Poděbrad toto panství pánům z Bařic.

## Obyvatelstvo

### Struktura
Vývoj počtu obyvatel za celou obec i za jeho jednotlivé části uvádí tabulka níže, ve které se zobrazuje i příslušnost jednotlivých částí k obci či následné odtržení.
| Místní části   | Místní části  | 1869 | 1880 | 1890 | 1900 | 1910 | 1921 | 1930 | 1950 | 1961 | 1970 | 1980 | 1991 | 2001 | 2011 |
| -------------- | ------------- | ---- | ---- | ---- | ---- | ---- | ---- | ---- | ---- | ---- | ---- | ---- | ---- | ---- | ---- |
| Počet obyvatel | část Krakovec | 299  | 295  | 282  | 255  | 239  | 258  | 265  | 196  | 187  | 180  | 149  | 140  | 110  | 89   |
| Počet domů     | část Krakovec | 42   | 46   | 49   | 48   | 48   | 48   | 49   | 55   | 71   | 50   | 45   | 55   | 56   | 59   |

## Pamětihodnosti
Jihozápadně od obce, na kopci Světina vysokém 390 metrů, stojí kaple svatého Antonína Paduánského. Tu nechal postavit roku 1516 Havel Chudobín z Bařic, po jeho smrti roku 1539 byl kopec i s kaplí darován obci. Novou kapli nechal vystavět v letech 1682 – 1686 Marek František Lubetič a měla sloužit jako rodinné mauzoleum. Od josefínských reforem kaple chátrala, k drobné opravě se přistoupilo roku 1933, ovšem celková rekonstrukce byla provedena až roku 1955 podle projektů Klaudia Madlmayera. Na freskové výzdobě stropu se podílel výtvarník Vojmír Vokolek. Oprava fasády byla provedena obcí v 90. letech.

## Přírodní poměry
Západním okrajem obce protéká říčka Šumice, jenž se v lesích jihozápadně od obce pod kaplí svatého Antonína stéká s potokem Pilavka.

## Fotogalerie

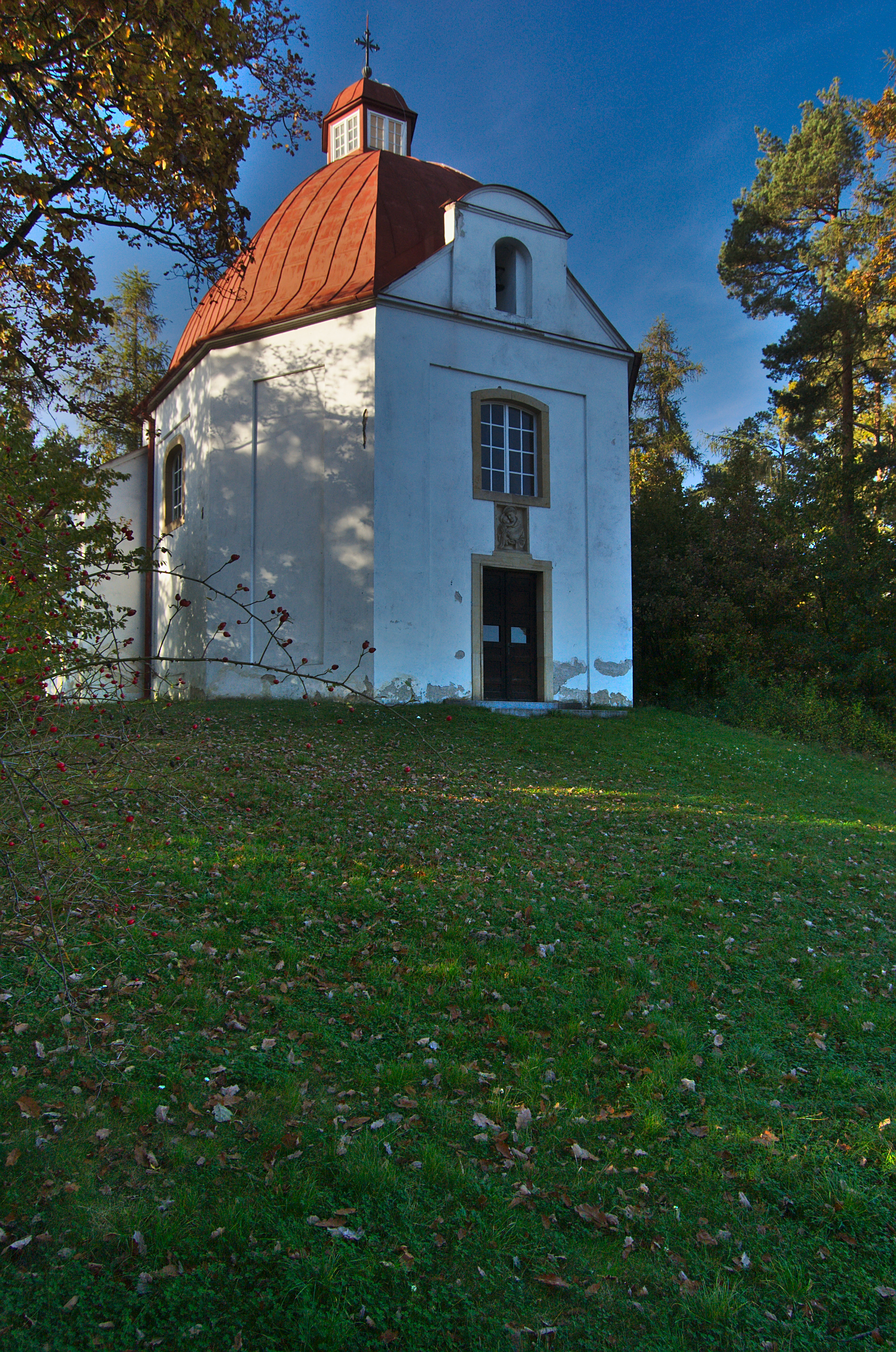
Kaple svatého Antonína
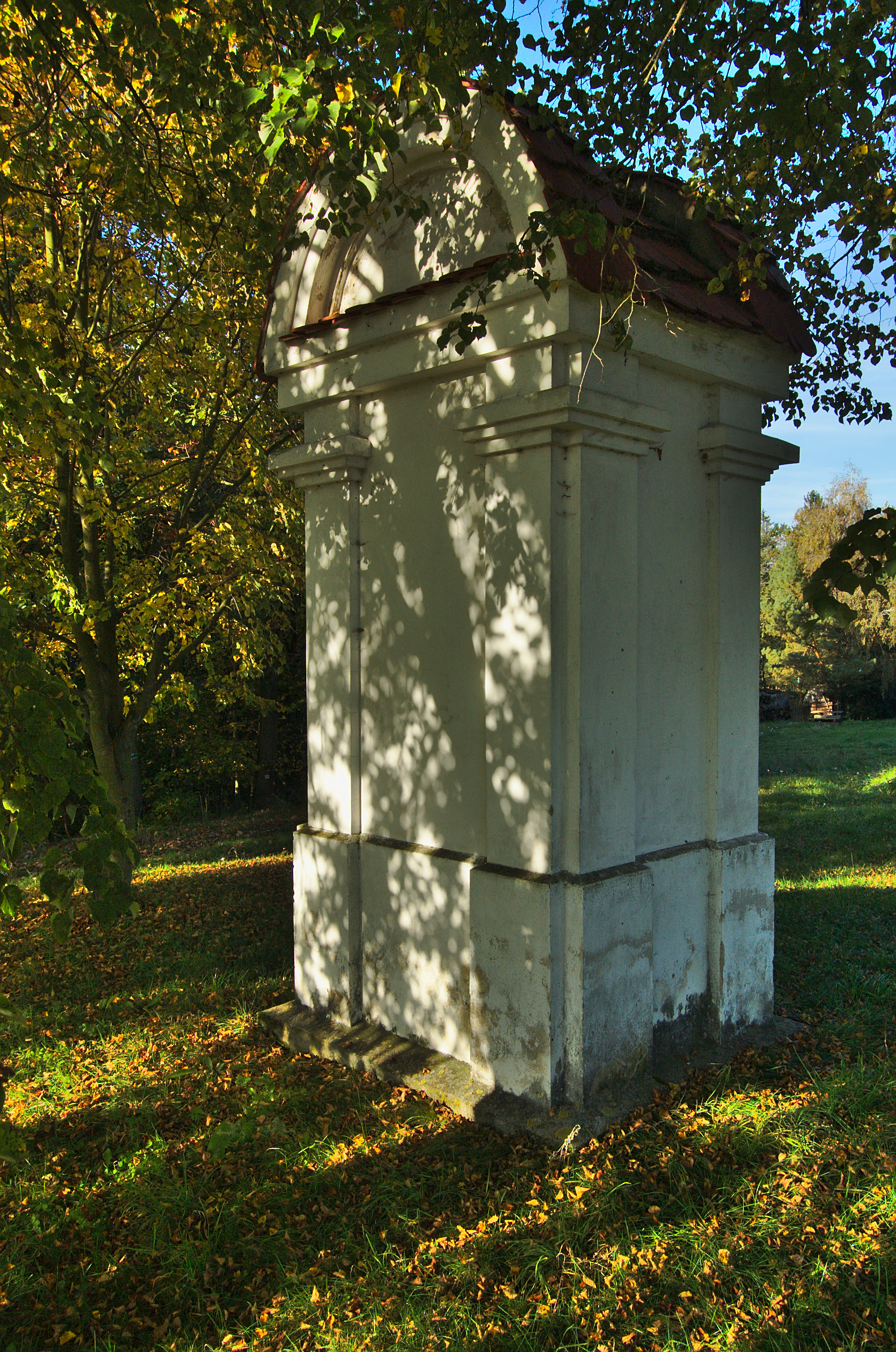
Výklenková kaplička u polní cesty ke kapli svatého Antonína
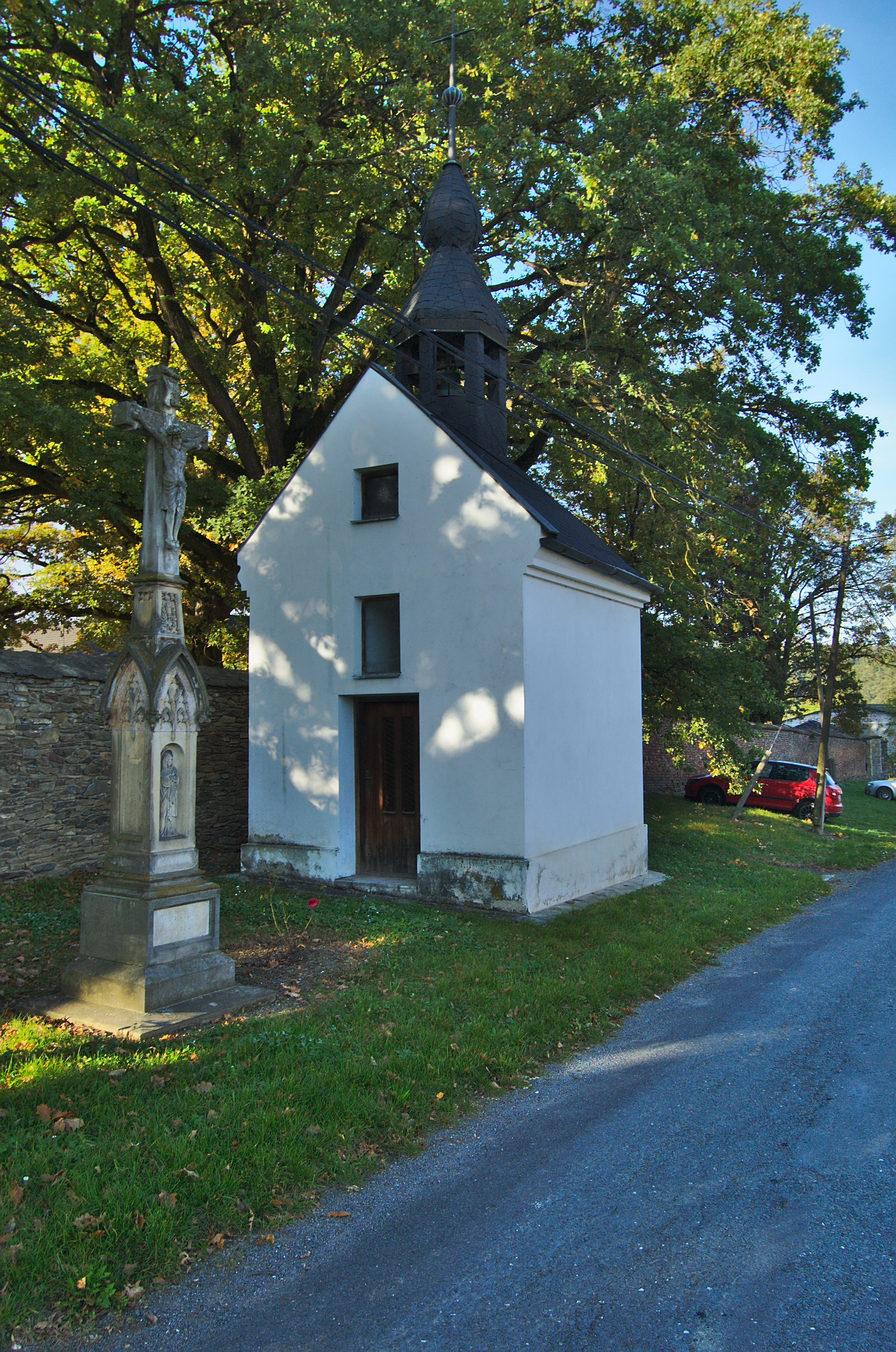
Kaple a kříž před zámeckým areálem
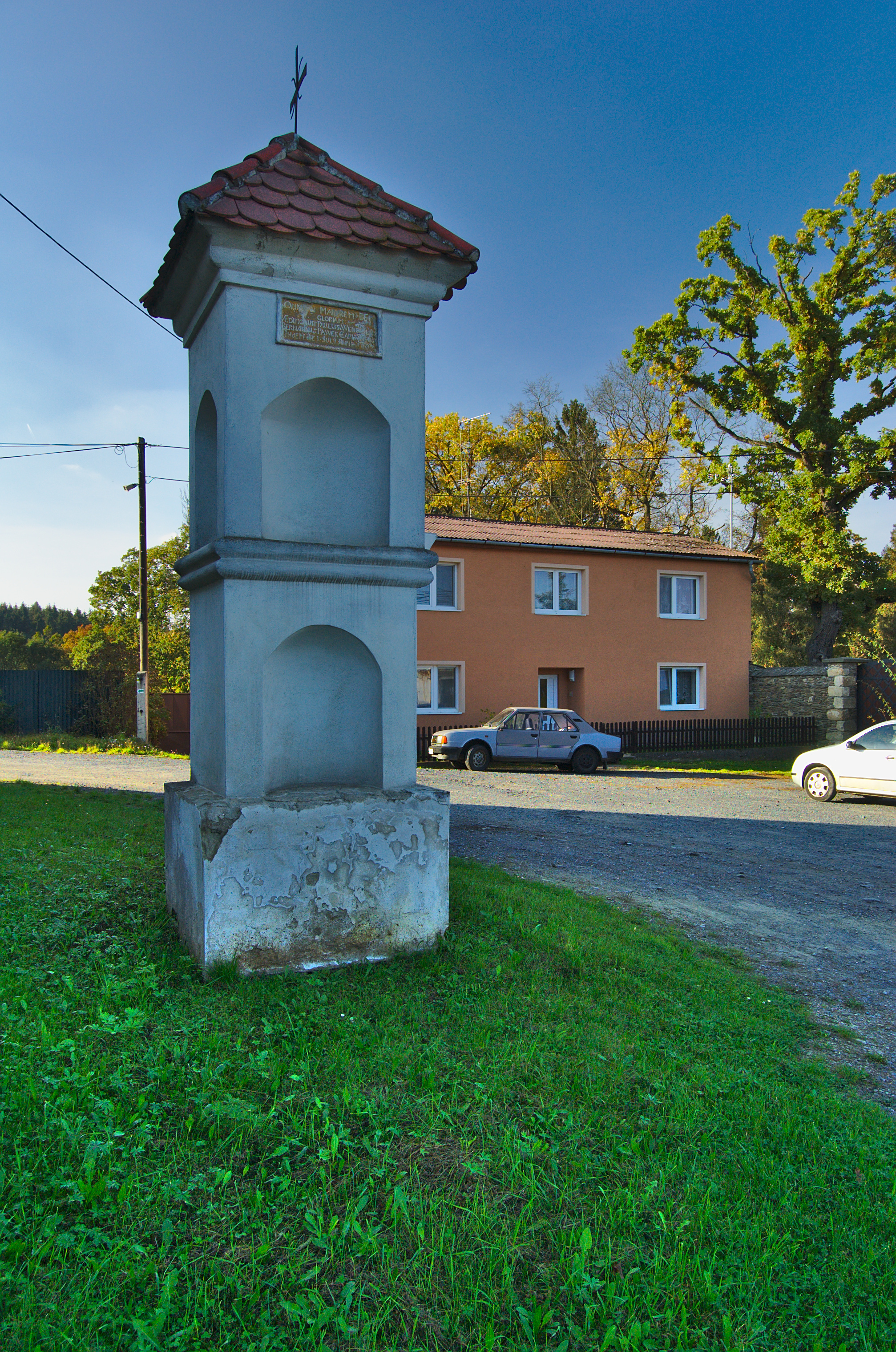
Boží muka u vstupu do zámeckého areálu
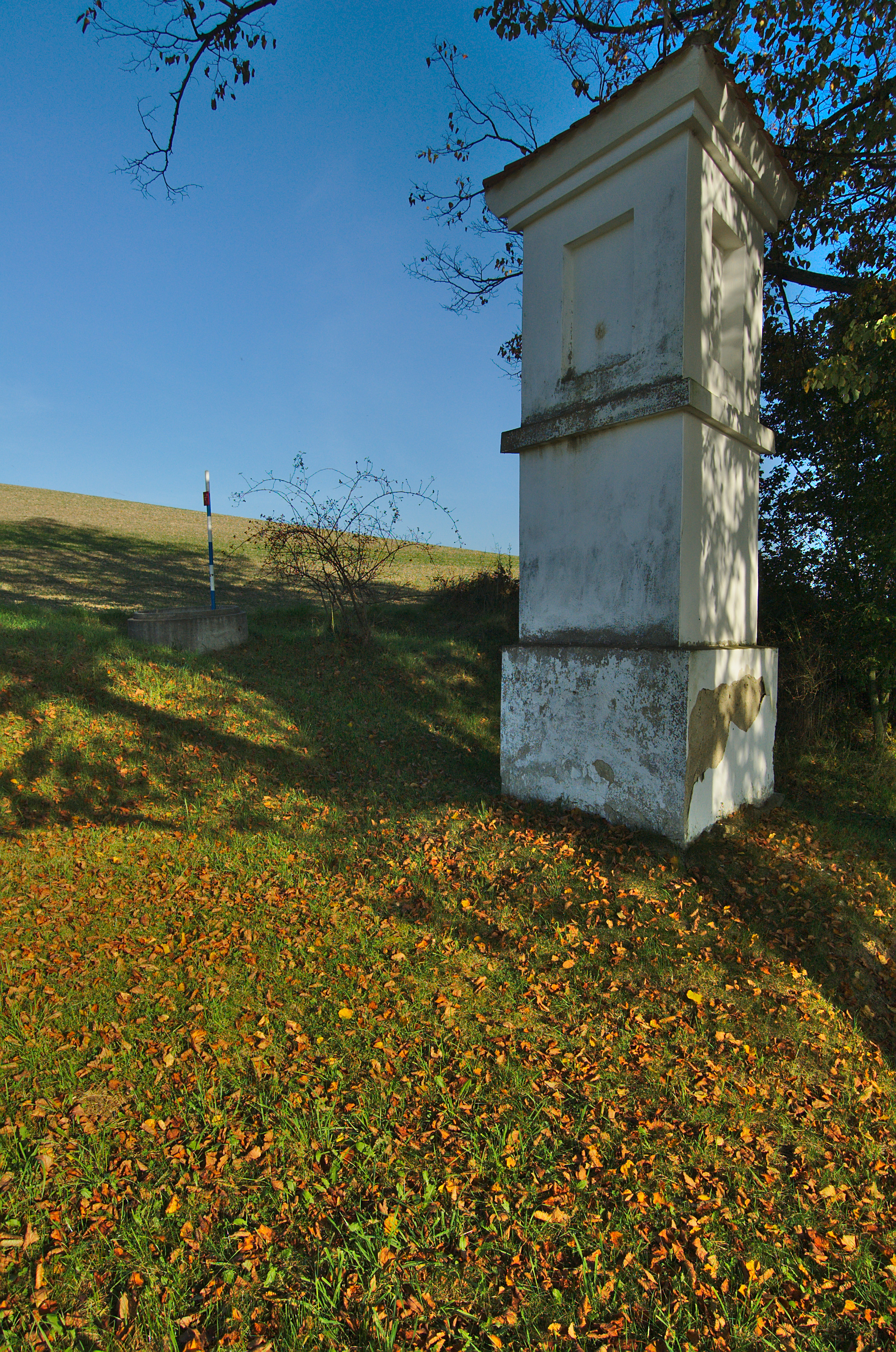
Boží muka u silnice do Laškova
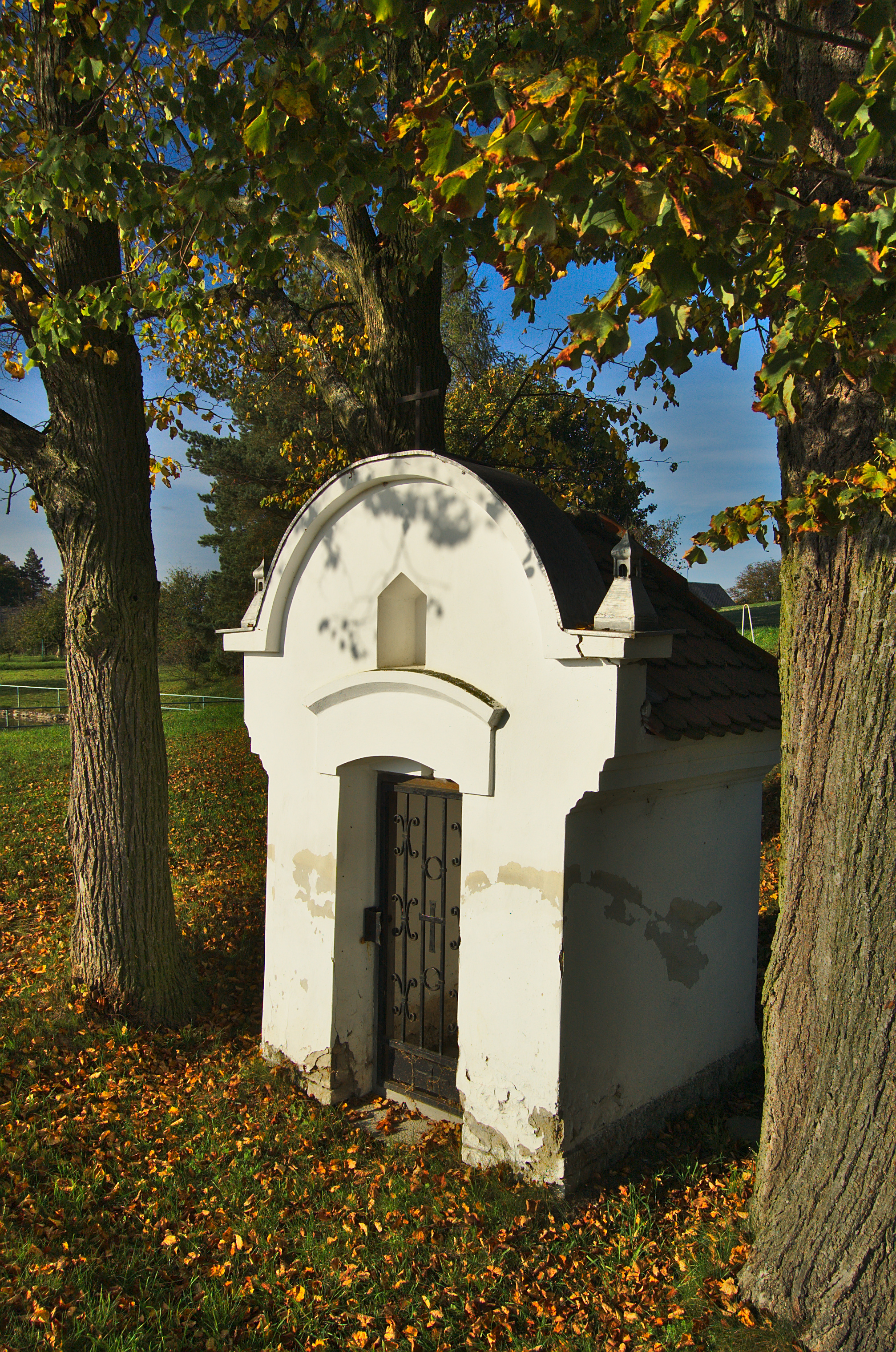
Kaplička u silnice do Laškova
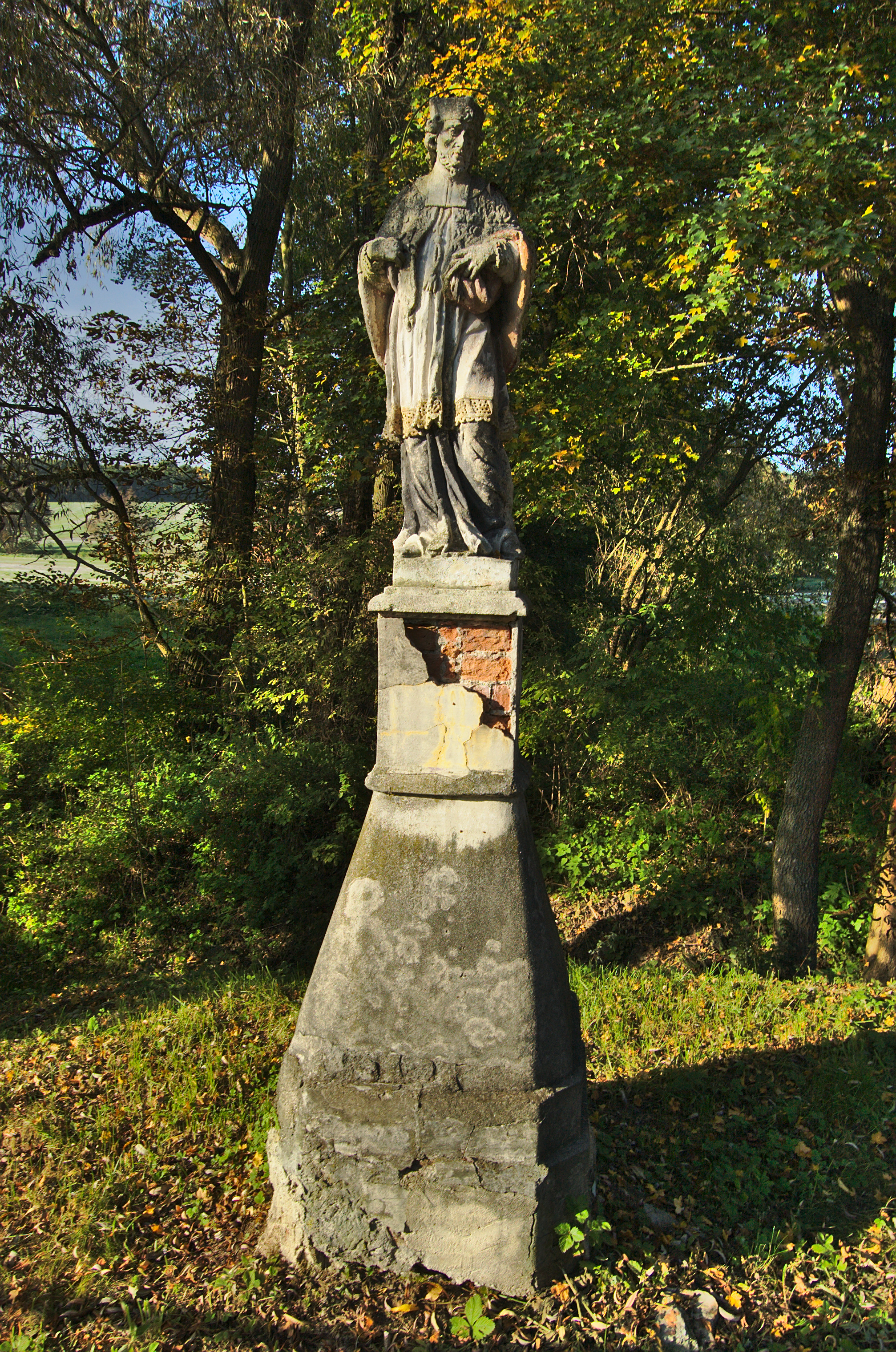
Socha svatého Jana Nepomuckého